# Stretch (Band)
Stretch ist eine britische Bluesrock-Band. Sie ist vor allem bekannt durch ihren einzigen Hit Why Did You Do It?, der 1975/76 und 1985 in verschiedenen Hitparaden vertreten war.

## Bandgeschichte

### Vorgeschichte
Sänger und Harmonika-Spieler Dave Terry war 1967 Mitgründer einer britischen Psychedelic/Space Rockband, die ursprünglich Velvet Opera heißen sollte. Aufgrund seiner Kleidung identifizierte die Band ihren Frontmann mit der fiktiven Figur Elmer Gantry aus dem gleichnamigen Spielfilm von 1960, und so wurde der Name in Elmer Gantry's Velvet Opera geändert. Terry behielt diesen Künstlernamen, als er die Band 1969 verließ.
1971 stieß er zur Londoner Jazz-Rock Formation Armada, wo bereits Gitarrist Kirby Gregory (eigentlich Graham Patrick Gregory, jedoch meist nur „Kirby“ genannt), und Bassist Steve Emery aktiv waren. Kirby wiederum wechselte 1972 zu Curved Air und veröffentlichte mit ihnen 1973 das Album Air Cut.
Im selben Jahr veröffentlichten Gantry, Kirby und Emery mit der Hilfe von Clifford Davis (zu jener Zeit Manager von Curved Air und Fleetwood Mac) als Legs die Single So Many Faces / You Bet You Have.
Ebenfalls 1973 wurden Gantry und Kirby sowie Paul Martinez (Bass), John Wilkinson (Keyboards) und Craig Collinge (Drums) von Davis engagiert, um als Fleetwood Mac durch die USA zu touren. Die ursprünglichen Bandmitglieder hatten die Band bereits verlassen, waren zerstritten und/oder hatten mit Drogenproblemen zu kämpfen und standen deshalb nicht zur Verfügung, es waren aber bereits Konzerttermine angesetzt. Angeblich war auch Schlagzeuger Mick Fleetwood an dieser Vereinbarung beteiligt und sollte während der Tour dazustoßen, er erschien jedoch nicht zu den Konzerten, und so war der Skandal um die „falschen“ Fleetwood Mac perfekt. Die Tournee wurde abgebrochen und es folgte ein Rechtsstreit um die Rechte am Namen Fleetwood Mac zwischen Manager Davis und den ursprünglichen Bandmitgliedern. Davis verlor den Prozess und wurde entlassen.

### Aktive Phase
Zurück in England gründeten Kirby und Gantry die Band Stretch, und die 1975 veröffentlichte Debütsingle Why Did You Do It? bezieht sich direkt auf Mick Fleetwood und die damaligen Ereignisse. Die markanten Bläser des Stücks wurden von Bud Beadle, Chris Mercer, Mick Eve, Mike Bailey und Ron Carthy beigesteuert. Nach diesem vielversprechenden Start – die Single erreichte Rang 16 in den britischen Charts und konnte sich insgesamt acht Wochen dort platzieren – konnten weitere Veröffentlichungen keine nennenswerten Erfolge erzielen. Das zugehörige Album Elastique wurde von Martin Rushent produziert; zunächst spielte Paul Martinez den Bass, aber schon auf dieser LP ist bei einigen Stücken sein Nachfolger Steve Emery zu hören. Schlagzeuger Jim Russell wurde für das 1976 erschienene Nachfolgealbum You Can't Beat Your Brain For Entertainment durch Jeff Rich ersetzt.
Im September 1976 spielte Stretch als Vorband auf den Englandkonzerten der Rising-Tour von Ritchie Blackmore’s Rainbow.
1977 löste sich Stretch auf, das vierte und zunächst letzte Album Forget the Past wurde 1978 veröffentlicht.

### Weitere Entwicklungen
In der Folge trat Elmer Gantry als Sänger verschiedener anderer Projekte in Erscheinung, so sang er für The Alan Parsons Project die Titel May Be A Price To Pay auf dem Album The Turn of a Friendly Card (1980) und Psychobabble auf Eye in the Sky (1982). Im selben Jahr sang er Where are you? auf der LP Before I forget des ehemaligen Deep-Purple-Keyboarders Jon Lord. Bereits 1981 waren er und Kirby am Album Tilt des Schlagzeugers Cozy Powell beteiligt: Gantry singt drei von Kirby (mit-)komponierte Stücke, dieser wiederum spielt auf zweien davon Gitarre; auch Emery wird bei einem davon als Koautor genannt.
1984/85 wurde Why Did You Do It? in einigen europäischen Ländern wiederveröffentlicht, ergänzt um eine fast achtminütige Maxi-Version gemixt von Fredrik Ramel, der den Titel schon 1975 produziert hatte. In Österreich war die Single 1985 14 Wochen lang in den Charts und erreichte Platz drei, in der Schweiz konnte sich der Titel 7 Wochen lang platzieren, bis hinauf zur 20. Position.
Schlagzeuger Jeff Rich schloss sich 1986 der Gruppe Status Quo an, bei der er bis zum Jahr 2000 blieb.
1992 folgten weitere Veröffentlichungen von Why Did You Do It? mit zusätzlichen Remixen von The Wild Boys und James Black/Mixmaster K/Pekka Witikka.
Seit 1995 ist Why Did You Do It der Titelsong der Fernsehserie Wilsberg.

### Neugründung und aktuelle Veröffentlichung
2007 spielten Elmer Gantry und Kirby Gregory als Stretch mit neuer Besetzung im Vorprogramm der Jeff Healey Band.
Im Oktober 2011 erschien ihr Album Unfinished Business, das unter anderem eine weitere Version von Why Did You Do It? neu aufgenommene Stücke von Velvet Opera und Coverversionen von Willie-Dixon-Klassikern enthält.

## Diskografie
Studioalben:
- 1975: Elastique
- 1976: You Can't Beat Your Brain for Entertainment
- 1977: Life Blood
- 1978: Forget the Past
- 2011: Unfinished Business

Kompilationen:
- 1996: Can't Judge a Book: The Peel Sessions
- 2002: The Story of Elmer Gantry
- 2007: Why Did You Do It? – The Best of
- 2011: That's the Way the Wind Blows – A Collection

Singles:
- 1975: Why Did You Do It? / Write Me A Note
- 1976: That's The Way The Wind Blows / Hold On
- 1976: Love's Got A Hold On Me / If The Cap Fits
- 1978: Forget The Past / Fooling Me
- 1984: Why Did You Do It?